# کنرادو سن مارتین
کنرادو سن مارتین (اسپانیایی: Conrado San Martín‎؛ زادهٔ ۲۰ فوریهٔ ۱۹۲۱) بازیگر اهل اسپانیا است. 
از فیلم‌ها یا برنامه‌های تلویزیونی که وی در آن نقش داشته است، می‌توان به خاور باختر، آوای بلوز مرگ، شاهنشاه، غول رودس، کبرا و امکانش هست؟ اشاره کرد.